# Mistrzostwa Europy Par na Żużlu 2014
Mistrzostwa Europy Par na Żużlu 2014 – zawody żużlowe, mające na celu wyłonienie medalistów mistrzostw Europy par w sezonie 2014. W finale zwyciężyli reprezentanci Czech.

## Finał
- Divišov, 18 października 2014

| Msc | Drużyna / Zawodnik                                 | Biegi                                        | Punkty  |
| --- | -------------------------------------------------- | -------------------------------------------- | ------- |
| 1   | Czechy                                             | Czechy                                       | 26      |
| 1   | Václav Milík Eduard Krčmář Tomáš Suchánek          | (3,3,2,2,3,2) (w,2,1,3,2,3) –                | 15 11 – |
| 2   | Polska                                             | Polska                                       | 24      |
| 2   | Damian Baliński Sebastian Ułamek Adrian Miedziński | (2,2,3,3,1,3) (3,3,–,2,0,2) (w)              | 14 10 0 |
| 3   | Rosja                                              | Rosja                                        | 20      |
| 3   | Dienis Gizatullin Witalij Biełousow –              | (0,2,0,2,3,2) (1,3,3,1,2,1) –                | 9 11 –  |
| 4   | Niemcy                                             | Niemcy                                       | 17      |
| 4   | Tobias Busch Michael Härtel Max Dilger             | (3,2,2,1,3,0) (t,1,–,3,2,1) (0)              | 10 7 0  |
| 5   | Łotwa                                              | Łotwa                                        | 16      |
| 5   | Andžejs Ļebedevs Ķasts Puodžuks Maksims Bogdanovs  | (d,1,3,3,1,0) (2,d,1,2,d,3) –                | 8 8 –   |
| 6   | Węgry                                              | Węgry                                        | 11      |
| 6   | Roland Benkő Norbert Magosi –                      | (0,0,0,0,d,1) (1,2,2,1,1,3) –                | 1 10 –  |
| 7   | Ukraina                                            | Ukraina                                      | 10      |
| 7   | Andrij Karpow Stanisław Melnyczuk Andrij Kobrin    | (u/ns,–,–,–,–,–) (2,1,2,w,1,2) (1,d,1,d,0,0) | 0 8 2   |

Bieg po biegu:
1. Milík, Melnyczuk, Kobrin, Krčmář (w/su) (Karpow – u/ns)
2. Ułamek, Baliński, Biełousow, Gizatullin
3. Busch, Puodžuks, Ļebedevs (d1), Härtel (t)
4. Milík, Krčmář, Magosi, Benkő
5. Biełousow, Gizatullin, Melnyczuk, Kobrin (d4)
6. Ułamek, Baliński, Ļebedevs, Puodžuks (d)
7. Busch, Magosi, Härtel, Benkő
8. Biełousow, Milík, Krčmář, Gizatullin
9. Baliński, Melnyczuk, Kobrin, Miedziński (w/u)
10. Ļebedevs, Magosi, Puodžuks, Benkő
11. Krčmář, Miik, Busch, Dilger
12. Ļebedevs, Puodžuks, Kobrin (d), Melnyczuk (w/u)
13. Härtel, Gizatullin, Biełousow, Dilger
14. Baliński, Ułamek, Magosi, Benkő
15. Milík, Krčmář, Ļebedevs, Puodžuks (d4)
16. Busch, Härtel, Melnyczuk, Kobrin
17. Gizatullin, Biełousow, Magosi, Benkő (d4)
18. Krčmář, Milík, Baliński, Ułamek
19. Magosi, Melnyczuk, Benkő, Kobrin
20. Puodžuks, Gizatullin, Biełousow, Ļebedevs
21. Baliński, Ułamek, Härtel, Busch